# Dickson Wamwiri
Dickson Wamwiri Wanjiku (* 24. Dezember 1984; † 6. September 2020 in Nairobi) war ein kenianischer Taekwondoin.

## Biografie
Dickson Wamwiri nahm an den Olympischen Sommerspielen 2008 in Peking teil. Im Fliegengewicht kämpfte er gegen Chu Mu-yen, unterlag diesem jedoch mit 0:7 und schied aus dem Wettbewerb aus. Ein Jahr zuvor konnte er bei den Afrikaspielen die Goldmedaille gewinnen. Bei den Afrikaspielen 2003 und 2011 gewann er jeweils Silber.
Wamwiri entwickelte immer wieder Krampfanfälle und brach trotz einer Operation in seinem Badezimmer zusammen und starb am 6. September 2020 im Alter von 35 Jahren.